# Hidayet Türkoğlu
Hidayet "Hedo" Türkoğlu (Istambul, 19 de março de 1979) é um ex-basquetebolista profissional turco que atualmente está aposentado.Foi o número 16 do Draft de 2000.